# کوبلاخ
کوبلاخ (به آلمانی: Koblach) یک منطقهٔ مسکونی در اتریش است که در ناحیه فلدکیرش واقع شده‌است. کوبلاخ ۱۰٫۲۴ کیلومتر مربع مساحت دارد ۴۵۶ متر بالاتر از سطح دریا واقع شده‌است.